# 反黨集團
反黨集團（俄语：Антипартийная группа）是一個由反对蘇共第一書記尼基塔·赫鲁晓夫的「去斯大林化」政策的蘇共领導人组成的團體，存在于1956年2月—1957年6月。該名称由赫魯曉夫提出，領頭的是前總理馬林科夫和莫洛托夫。他們試圖在苏共中央主席团上罢免赫魯曉夫，但是在朱可夫元帅的帮助下，赫鲁晓夫挫败了他们的企图。他們事後也受到開除黨籍和驅逐出黨的處分。

## 成员
- 格奥尔基·马林科夫
- 维亚切斯拉夫·莫洛托夫
- 拉扎尔·卡冈诺维奇
- 德米特里·谢皮洛夫
- 尼古拉·布尔加宁（其身份在1958年12月时首次公布）
- 马克西姆·萨布罗夫（其身份在1959年2月时首次公布）
- 米哈伊尔·别尔乌辛（其身份在1959年2月时首次公布）
- 克利缅特·伏罗希洛夫（其身份在1961年10月苏共二十二大时首次公布）